# Salud Carbajal

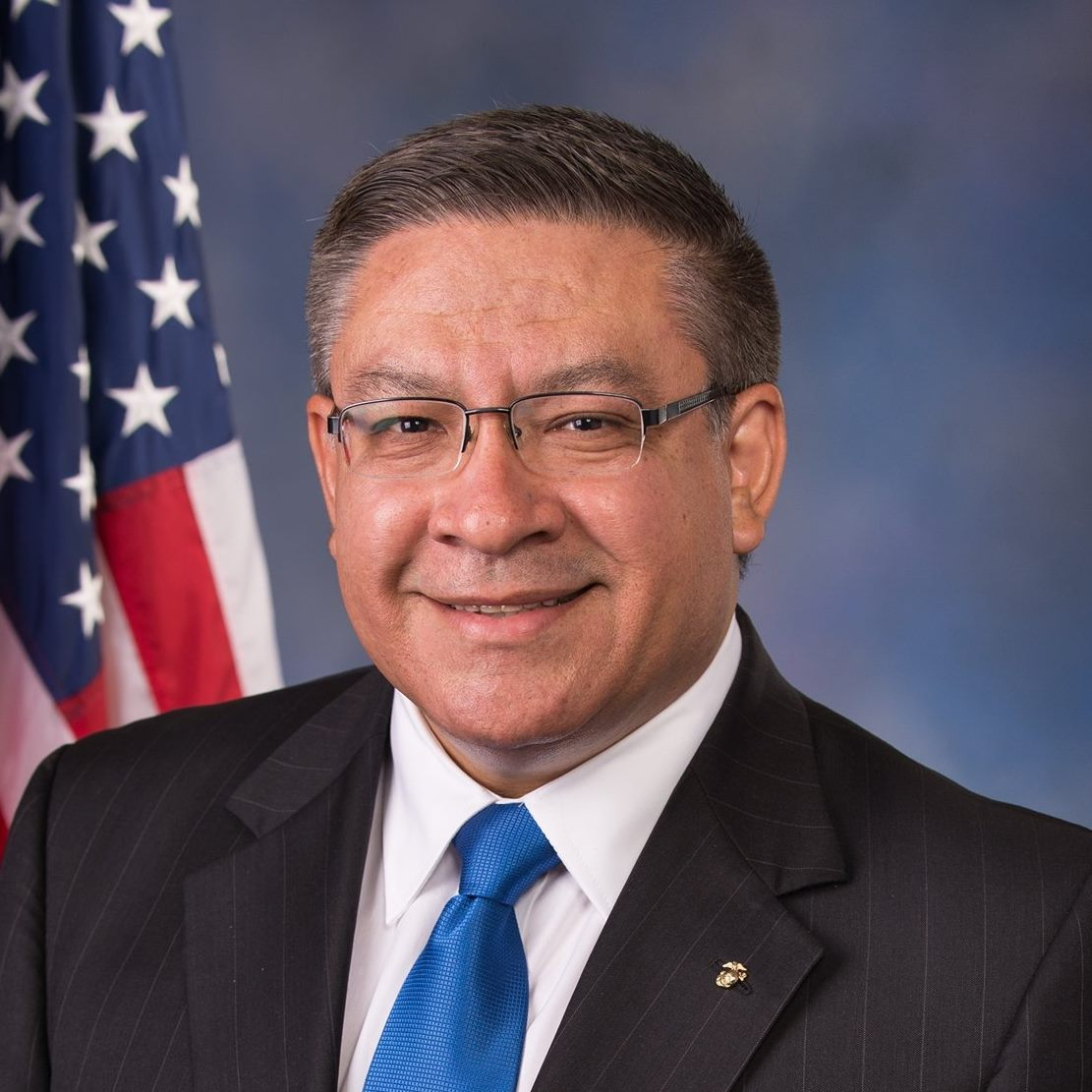
Salud Carbajal (2017)

Salud Ortiz Carbajal (* 18. November 1964 in Moroleón, Guanajuato, Mexiko) ist ein US-amerikanischer Politiker der Demokratischen Partei. Seit dem 3. Januar 2017 vertritt er den 24. Sitz des Bundesstaats Kalifornien im US-Repräsentantenhaus.

## Privatleben
Salud Carbajal wurde in Mexiko geboren, kam aber schon früh mit seinen Eltern und den sieben Geschwistern in die Vereinigten Staaten. Über Arizona gelangte die Familie schließlich nach Oxnard im Ventura County in Kalifornien. Später zog er nach Santa Barbara, wo er bis heute ansässig ist.
Er begann sein Studium an der University of California, Santa Barbara, das er 1990 mit dem Bachelor of Arts abschloss. Danach erlangte er 1994 einen Master of Arts an der Fielding Graduate University im Fach Verwaltung. In der Folge diente er acht Jahre lang in der Reserve des United States Marine Corps. Dies schloss die Zeit des Zweiten Golfkriegs ein, weshalb er als Veteran gilt.
Carbajal ist seit 1987 mit seiner Frau Gina verheiratet. Das Paar hat zwei gemeinsame Kinder.

## Politik
Politisch schloss er sich der Demokratischen Partei an. Ab 2004 saß er im Bezirksrat im Santa Barbara County.
Bei den Kongresswahlen des Jahres 2016 wurde Carbajal im 24. Wahlbezirk von Kalifornien gegen den Republikaner Justin Fareed in das US-Repräsentantenhaus in Washington, D.C. gewählt, wo er am 3. Januar 2017 die Nachfolge von Lois Grimsrud Capps antrat, die 2016 nach 18 Amtsjahren nicht mehr für den Kongress kandidiert hatte. Er gewann mit 53,4 Prozent der Stimmen gegen den Republikaner Justin Fareed. Im Jahr 2018 besiegte er Fareed noch deutlicher mit 58,6 %. Die Wahl zum Repräsentantenhaus der Vereinigten Staaten 2020 gewann er mit 58,7 % gegen Andy Caldwell von der Republikanischen Partei.
Die offene Primary (Vorwahl) für die Wahlen 2022 am 7. Juni gewann er mit 64,9 %. Er trat dadurch am 8. November 2022 gegen Brad Allen von der Republikanischen Partei an. Er konnte diese Wahl mit 60,7 % der Stimmen für sich entscheiden und war dadurch im Repräsentantenhaus des 118. Kongresses vertreten.[veraltet] Bei der Kongresswahl 2024 gewann Carbajal mit 62,7 %. Seine aktuelle Legislaturperiode im Repräsentantenhaus des 119. Kongresses endet am 3. Januar 2027.

### Ausschüsse
Er ist aktuell Mitglied in folgenden Ausschüssen des Repräsentantenhauses:
- Committee on Agriculture
  - General Farm Commodities, Risk Management, and Credit
- Committee on Armed Services
  - Strategic Forces
  - Tactical Air and Land Forces
- Committee on Transportation and Infrastructure
  - Aviation
  - Coast Guard and Maritime Transportation
  - Highways and Transit